# Trintange
Trintange (luxembourgeois : Trënteng, allemand : Trintingen) est une section de la commune luxembourgeoise de Bous-Waldbredimus située dans le canton de Remich.
C'est le centre administratif de la commune.